# Bassim Abbas
Bassim Abbas Gatea Al-Ogaili (Baghdad, 1º luglio 1982) è un ex calciatore iracheno, di ruolo difensore.

## Carriera

### Club
Cresciuto nelle giovanili dell'Al-Talaba, si trasferì all'Esteghlal Ahvaz nel 2004 per tornare un anno dopo all'Al-Talaba, dove giocò per un'altra stagione, al termine del quale fu ceduto al Nejmeh, quindi all'Al-Arabi, poi un mese all'Umm-Salal, tornando all'Al-Talaba nel 2008.

## Palmarès

### Club
- Campionato iracheno: 1

Al-Talaba: 2001-2002
- Coppa dell'Emiro del Qatar: 1

Umm-Salal: 2008

### Nazionale
- WAFF Championship: 1

2002
- Coppa d'Asia: 1

2007